# Shahar Peer
Shahar Peer (Jeruzalem, 1 mei 1987) is een voormalig professioneel tennisspeelster uit Israël. Zij is een inwoonster van Makkabiem, tussen Jeruzalem en Tel Aviv. Op 31 januari 2011 behaalde zij de elfde plaats op de wereldranglijst, de hoogste positie ooit voor een Israëlisch tennisser (man of vrouw).
Peer begon met tennissen op zesjarige leeftijd, toen zij mee mocht doen met haar oudere broer Shlomi en oudere zus Shani en zij startte haar professionele loopbaan in 2004. Peer werd vanaf 2009 gecoacht door Pablo Giacopelli; daarna door Jose Higueras.
Peer won zes WTA-enkelspeltoernooien. Ook was zij vier keer verliezend finaliste. Haar beste resultaat op een grandslamtoernooi in het enkelspel is de kwartfinale, zowel op de Australian Open als op de US Open in 2007. Zij verloor van Serena Williams en Anna Tsjakvetadze. In het dubbelspel wist Peer in 2008 samen met Viktoryja Azarenka de finale te bereiken van de Australian Open – zij verloren van de zussen Aljona en Kateryna Bondarenko.
Peer nam in februari 2017 afscheid van het professionele tennis, na twee jaar te hebben gekampt met een chronische ontsteking aan haar schouder.

## Visumincident
In februari 2009 werd Peer een visum geweigerd dat ze had aangevraagd om deel te nemen aan het WTA-tennistoernooi in Dubai, in de Verenigde Arabische Emiraten (VAE). Een reden werd niet direct gegeven, maar vermoedelijk was het vanwege het Israëlische paspoort van Peer. Hierop liet Peer weten dat zij zeer teleurgesteld was en zij gaf aan dat politiek buiten sport dient te blijven. Het Amerikaanse televisiekanaal Tennis Channel staakte dientengevolge de uitzendingen van het toernooi en de Europese editie van The Wall Street Journal zegde het contract als sponsor van het tennistoernooi voor vrouwen in Dubai op. De WTA-voorzitter Larry Scott veroordeelde de uitsluiting van Peer scherp en kondigde sancties aan, waaronder eventueel uitsluiting van het toernooi in Dubai het volgende jaar. Ook Venus Williams sprak haar afkeur uit en nam het als lid van de spelersbond voor Peer op.

## Posities op deWTA-ranglijst
Positie per einde seizoen:
| jaar | rang enkelspel | rang dubbelspel |
| ---- | -------------- | --------------- |
| 2002 | 832            | 855             |
| 2003 | 709            | –               |
| 2004 | 183            | 288             |
| 2005 | 45             | 86              |
| 2006 | 20             | 27              |
| 2007 | 17             | 29              |
| 2008 | 38             | 19              |
| 2009 | 31             | 56              |
| 2010 | 13             | 24              |
| 2011 | 37             | 51              |
| 2012 | 74             | 79              |
| 2013 | 77             | 128             |
| 2014 | 119            | 70              |
| 2015 | 174            | 141             |

## Palmares
| Legenda                | Legenda                  |
| ---------------------- | ------------------------ |
| Grandslamtoernooi      |                          |
| Olympische Spelen      |                          |
| Year-End Championships |                          |
| tot 2009               | 2009 – 2020 / vanaf 2021 |
| Tier I                 | Premier Mandatory        |
| Tier II                | Premier Five / WTA 1000  |
| Tier III               | Premier / WTA 500        |
| Tier IV & V            | International / WTA 250  |
|                        | Challenger / WTA 125     |

### WTA-finaleplaatsen enkelspel
| nr.              | finale     | toernooi       | ondergrond | tegenstandster     | score         |         |
| ---------------- | ---------- | -------------- | ---------- | ------------------ | ------------- | ------- |
| gewonnen finales |            |                |            |                    |               |         |
| 1.               | 2006-02-12 | WTA Pattaya    | hardcourt  | Jelena Kostanić    | 6-3, 6-1      | details |
| 2.               | 2006-05-09 | WTA Praag      | gravel     | Samantha Stosur    | 4-6, 6-2, 6-1 | details |
| 3.               | 2006-05-22 | WTA Istanbul   | gravel     | Anastasija Myskina | 1-6, 6-3, 7-6 | details |
| 4.               | 2009-09-20 | WTA Guangzhou  | hardcourt  | Alberta Brianti    | 6-3, 6-4      | details |
| 5.               | 2009-09-27 | WTA Tasjkent   | hardcourt  | Akgul Amanmuradova | 6-3, 6-4      | details |
| 6.               | 2013-08-10 | WTA Suzhou     | hardcourt  | Zheng Saisai       | 6-2, 3-6, 6-3 | details |
| verloren finales |            |                |            |                    |               |         |
| 1.               | 2007-02-24 | WTA Memphis    | hardcourt  | Venus Williams     | 1-6, 1-6      | details |
| 2.               | 2010-01-16 | WTA Hobart     | hardcourt  | Aljona Bondarenko  | 2-6, 4-6      | details |
| 3.               | 2011-07-31 | WTA Washington | hardcourt  | Nadja Petrova      | 5-7, 2-6      | details |
| 4.               | 2013-07-27 | WTA Bakoe      | hardcourt  | Elina Svitolina    | 4-6 4-6       | details |

### WTA-finaleplaatsen vrouwendubbelspel
| nr.              | finale     | toernooi         | ondergrond    | partner             | tegenstandsters                           | score            |         |
| ---------------- | ---------- | ---------------- | ------------- | ------------------- | ----------------------------------------- | ---------------- | ------- |
| gewonnen finales |            |                  |               |                     |                                           |                  |         |
| 1.               | 2006-05-14 | WTA Praag        | gravel        | Marion Bartoli      | Ashley Harkleroad Bethanie Mattek         | 6-4, 6-4         | details |
| 2.               | 2006-07-30 | WTA Stanford     | hardcourt     | Anna-Lena Grönefeld | Maria Elena Camerin Gisela Dulko          | 6-1, 6-4         | details |
| 3.               | 2007-07-29 | WTA Stanford     | hardcourt     | Sania Mirza         | Viktoryja Azarenka Anna Tsjakvetadze      | 6-4, 7-6         | details |
| verloren finales |            |                  |               |                     |                                           |                  |         |
| 1.               | 2007-09-30 | WTA Luxemburg    | hardcourt (i) | Viktoryja Azarenka  | Iveta Benešová Janette Husárová           | 4-6, 2-6         | details |
| 2.               | 2008-01-25 | Australian Open  | hardcourt     | Viktoryja Azarenka  | Aljona Bondarenko Kateryna Bondarenko     | 6-2, 1-6, 4-6    | details |
| 3.               | 2009-03-21 | WTA Indian Wells | hardcourt     | Gisela Dulko        | Viktoryja Azarenka Vera Zvonarjova        | 4-6, 6-3, [5-10] | details |
| 4.               | 2010-10-02 | WTA Tokio        | hardcourt     | Peng Shuai          | Iveta Benešová Barbora Záhlavová-Strýcová | 6-4, 4-6, [10-8] | details |
| 5.               | 2013-06-25 | WTA Brussel      | gravel        | Gabriela Dabrowski  | Anna-Lena Grönefeld Květa Peschke         | 0-6, 3-6         | details |
| 6.               | 2014-05-24 | WTA Neurenberg   | gravel        | Ioana Raluca Olaru  | Michaëlla Krajicek Karolína Plíšková      | 0-6, 6-4, [6-10] | details |
| 7.               | 2014-07-27 | WTA Bakoe        | hardcourt     | Ioana Raluca Olaru  | Aleksandra Panova Heather Watson          | 2-6, 6-7         | details |

### Gewonnen ITF-toernooien enkelspel
| nr. | datum      | toernooi       | dotatie | tegenstandster in finale | score         |
| --- | ---------- | -------------- | ------- | ------------------------ | ------------- |
| 1.  | 2003-11-16 | Ramat Hasjaron | $10.000 | Volha Havartsova         | 6-1, 6-0      |
| 2.  | 2003-11-29 | Haifa          | $10.000 | Volha Havartsova         | 6-1, 6-7, 6-3 |
| 3.  | 2004-02-29 | Bendigo        | $25.000 | Suchanun Viratprasert    | 6-4, 7-5      |
| 4.  | 2004-12-05 | Raänana        | $25.000 | Zsófia Gubacsi           | 6-2, 6-1      |

### Gewonnen ITF-toernooien dubbelspel
| nr. | datum      | toernooi  | dotatie | partner         | tegenstandsters in finale                    | score         |
| --- | ---------- | --------- | ------- | --------------- | -------------------------------------------- | ------------- |
| 1.  | 2004-06-13 | Marseille | $50.000 | Jelena Vesnina  | Kildine Chevalier Conchita Martínez Granados | 6-1, 6-1      |
| 2.  | 2004-12-05 | Raänana   | $25.000 | Tzipora Obziler | Bahia Mouhtassine İpek Şenoğlu               | 6-3, 6-0      |
| 3.  | 2005-06-13 | Raänana   | $25.000 | Tzipora Obziler | Daniela Klemenschits Sandra Klemenschits     | 7-6, 1-6, 6-2 |

## Resultaten grandslamtoernooien
| Legenda | Legenda                          |
| ------- | -------------------------------- |
| g.t.    | geen toernooi gehouden           |
| l.c.    | lagere categorie                 |
| –       | niet deelgenomen                 |
| G       | uitgeschakeld in de groepsfase   |
| 1R      | uitgeschakeld in de eerste ronde |
| 2R      | uitgeschakeld in de tweede ronde |
| 3R      | uitgeschakeld in de derde ronde  |
| 4R      | uitgeschakeld in de vierde ronde |
| KF      | uitgeschakeld in de kwartfinale  |
| HF      | uitgeschakeld in de halve finale |
| F       | de finale verloren               |
| W       | het toernooi gewonnen            |
| w-v     | winst/verlies-balans             |

### Enkelspel
| Toernooi        | 2005 | 2006 | 2007 | 2008 | 2009 | 2010 | 2011 | 2012 | 2013 | 2014 |
| --------------- | ---- | ---- | ---- | ---- | ---- | ---- | ---- | ---- | ---- | ---- |
| Australian Open | –    | 1R   | KF   | 3R   | 1R   | 3R   | 3R   | 2R   | 2R   | 1R   |
| Roland Garros   | 3R   | 4R   | 4R   | 1R   | –    | 4R   | 1R   | 2R   | 1R   | 1R   |
| Wimbledon       | 2R   | 2R   | 3R   | 4R   | 2R   | 2R   | 1R   | 1R   | –    | 1R   |
| US Open         | 3R   | 4R   | KF   | 1R   | 3R   | 4R   | –    | 1R   | –    | –    |

### Vrouwendubbelspel
| Toernooi        | 2005 | 2006 | 2007 | 2008 | 2009 | 2010 | 2011 | 2012 | 2013 | 2014 | 2015 |
| --------------- | ---- | ---- | ---- | ---- | ---- | ---- | ---- | ---- | ---- | ---- | ---- |
| Australian Open | –    | 1R   | 1R   | F    | 1R   | 2R   | 3R   | 2R   | 1R   | KF   | 1R   |
| Roland Garros   | –    | 3R   | 3R   | KF   | –    | KF   | –    | 1R   | –    | 1R   | 2R   |
| Wimbledon       | KF   | 2R   | 3R   | KF   | 2R   | 2R   | 3R   | 1R   | 1R   | –    | –    |
| US Open         | 2R   | 2R   | 3R   | 1R   | 3R   | 3R   | 1R   | 1R   | 1R   | 1R   | –    |